# Stéphane Provost
Stéphane Provost, kanadski hokejski sodnik, * 5. maj 1967, Montreal, Quebec, Kanada, † 22. april 2005, Weston, Florida, ZDA. 
Provosta je septembra 1994 najela liga NHL in 25. januarja 1995 je sodil svojo prvo tekmo, med moštvoma Florida Panthers in Tampa Bay Lightning. V karieri je sodil na 695 tekmah rednega dela sezone lige NHL. 
Umrl je v prometni nesreči ob približno pol štirih zjutraj po vzhodnem času, medtem ko je potoval na svojem motorju proti zahodu in na cesti State Road 84 trčil v tovornjak. Ob smrti je bil star 37 let. 
Po trku je motor zagorel in padel na Provosta, ki ni nosil čelade. Policija je ugotovila, da je Provost odšel iz bara. Voznik tovornjaka ni utrpel nobenih poškodb. 